# Omicidio di Roberto Scialabba
L'omicidio di Roberto Scialabba, militante di Lotta Continua, è un delitto commesso a Roma la sera del 28 febbraio 1978, da alcuni appartenenti al gruppo terroristico d'ispirazione neofascista Nuclei Armati Rivoluzionari.

## L'antefatto
L'omicidio Scialabba è collocabile in un contesto sociale che, fin dalla prima metà degli anni settanta, vide contrapposte fazioni di estrema destra e di estrema sinistra in un conflitto politico-ideologico che trascinò il Paese quasi alle soglie di una guerra civile tra le più drammatiche della storia repubblicana e che pose le basi per la nascita del terrorismo di matrice politica.
Come per tanti altri fatti di sangue di matrice politica avvenuti negli anni di piombo, anche questo omicidio, è assimilabile alla lunga schiera di atti di ritorsione tra estremisti di destra e di sinistra. Nel caso Scialabba, l'elemento scatenante che portò al suo omicidio, può essere ricercato in due differenti concause: quella stessa data, il 28 febbraio, ricorre il terzo anniversario della morte del giovane militante del FUAN, Mikis Mantakas, commemorazione che ogni anno porta in piazza molti neofascisti italiani. A questo pretesto si aggiungono poi i fatti di Acca Larentia, la strage in cui, il 7 gennaio di quello stesso anno, rimangono uccisi due giovani militanti di destra (Franco Bigonzetti di 19 anni e Francesco Ciavatta di 18 anni), a cui se ne aggiunge un terzo (Stefano Recchioni di 19 anni) colpito a morte a seguito degli scontri scoppiati con la polizia, subito dopo l'accaduto.
Successivamente, da alcuni detenuti di destra, fu fatta circolare una “voce” secondo la quale, a commettere la strage di Acca Larentia, sarebbero stati i comunisti romani della casa occupata di via Calpurnio Fiamma, nel quartiere di Cinecittà. Tramite Dario Pedretti, appena uscito di galera, la voce era arrivata alle orecchie di Giusva Fioravanti, leader del neonato gruppo spontaneista armato dei Nuclei Armati Rivoluzionari: "Dentro mi hanno dato una dritta" afferma Pedretti "Dicono che a sparare ad Acca Larentia sono stati i compagni del centro sociale di via Calpurnio Fiamma."

## L'omicidio
La sera del 28 febbraio, spinti da propositi di vendetta, dal bar del Fungo, ritrovo dei neofascisti romani sito in zona EUR, parte un commando di otto persone: i due fratelli Valerio e Cristiano Fioravanti, Franco Anselmi, Alessandro Alibrandi, Dario Pedretti, Francesco Bianco, Paolo Cordaro e Massimo Rodolfo. Non sono però a conoscenza che, giusto il giorno precedente, lo stabile era stato sgomberato dalla polizia.
(Cristiano Fioravanti da A mano armata di Giovanni Bianconi)
Invece che ritirarsi strategicamente, tra le 23:10 e le 23:30, i neofascisti si recano nella vicina piazza Don Bosco, ritrovo per molti militanti di sinistra della zona. Arrivati nei pressi dei giardinetti, posti al centro della piazza, il gruppo a volto scoperto inizia a sparare su un capannello di ragazzi disarmati radunati attorno ad una panchina. Cristiano Fioravanti va a segno colpendo al torace Roberto Scialabba ma, subito dopo, gli si inceppa l'arma. Il ragazzo non è tuttavia ancora morto quando viene raggiunto da Valerio Fioravanti che lo fredda da distanza ravvicinata con due colpi alla nuca. Il resto del gruppo di compagni, in cui c'è anche Nicola, fratello di Roberto, riesce invece a darsi alla fuga ed a mettersi in salvo.
(Cristiano Fioravanti da A mano armata di Giovanni Bianconi)
Qualche ora dopo arriva la rivendicazione dell'attentato da parte dei NAR che, con una telefonata al quotidiano Il Messaggero, si attribuisce la responsabilità dell'attentato (con la sigla «Gioventù Nazional Popolare») come vendetta per i fatti di Acca Larentia.
Nei mesi a seguire, la stampa e gli investigatori punteranno più sui piccoli precedenti penali di Scialabba per accreditare la pista di un regolamento di conti tra piccoli spacciatori, fino al marzo del 1982, quando il pentito Cristiano Fioravanti rivendicherà la paternità di quell'omicidio.